# Église Saint-Martin (Arnad)
L'église Saint-Martin d'Arnad se trouve au hameau Arnad-le-Vieux, au cœur du village d'Arnad, dans la basse Vallée d'Aoste. Elle constitue un excellent témoignage de l'architecture romane au val d'Aoste  des XIe et XIIe siècles, aussi bien que des
modifications voulues par le prieur Georges de Challant au XVe siècle.

## Histoire

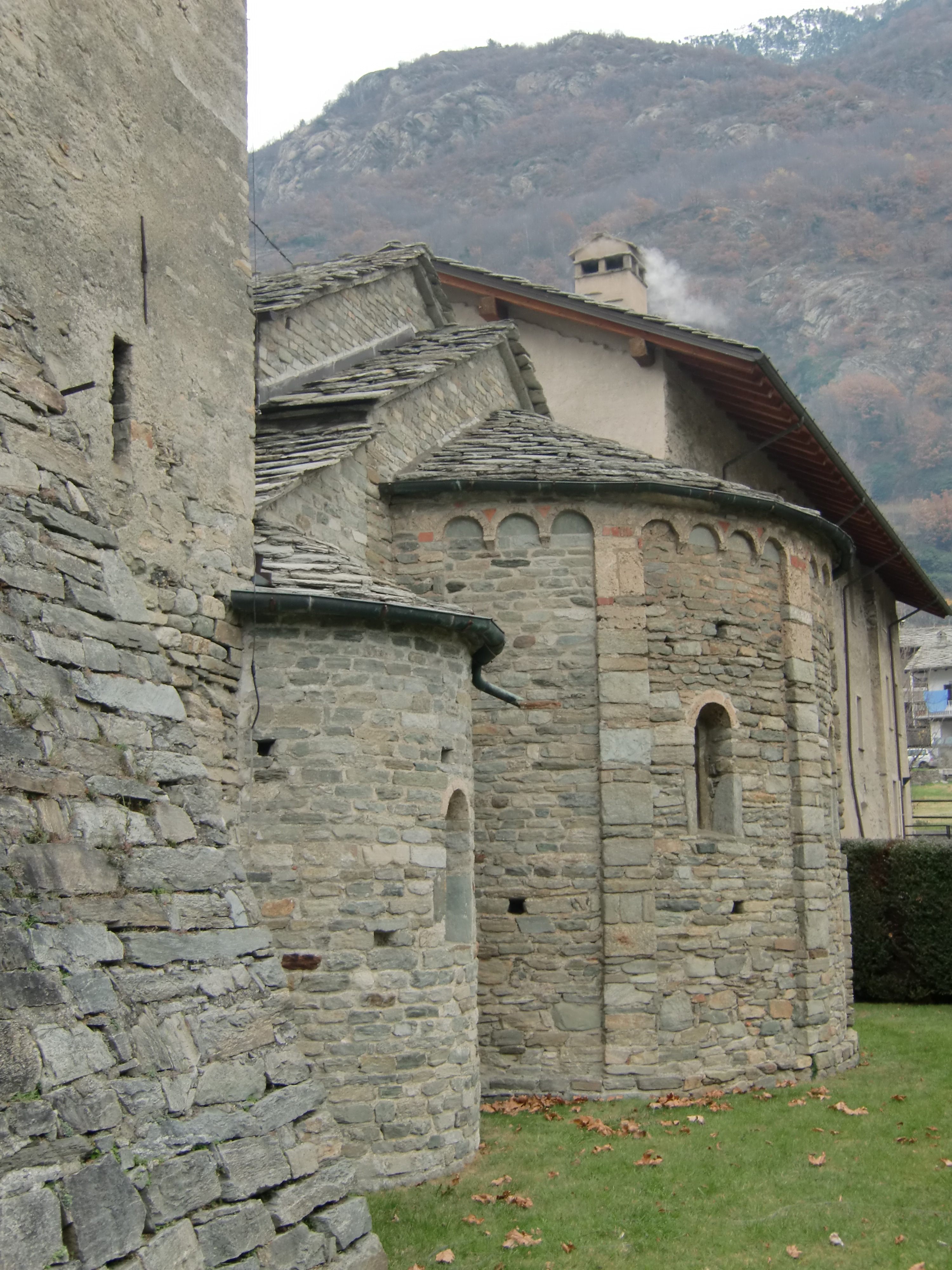
Les absides romanes.

Pour découvrir les origines de cette église, il faut remonter au IXe siècle, lorsqu'elle fut bâtie dans la plaine d'Arnad-le-Vieux, en
tant que chapelle du monastère de l'ordre de Saint-Benoît de Fruttuaria. Des traces de cette période ont
été retrouvées dans les fondations de l'abside central. Au cours du
XIe siècle, une inondation détruisit l'église paroissiale dédiée à saint Germain d'Auxerre, située en aval. La
chapelle du monastère devint alors la nouvelle église paroissiale du bourg d'Arnad. L'édifice original fut reconstruit presque entièrement
et élargi, pour acquérir enfin la structure d'une basilique à trois nefs qu'il présente encore de nos jours. Les murs de l'église romane,
bâtis entre le XIe  et le  XIIe siècle, sont presque entièrement en pierre, la partie restante étant constituée par des rochers de tuf de la Doire Baltée. Le toit était sans doute soutenu par un système en treillis au-dessus de la nef centrale, et par
des voûtes en berceau au-dessus des nefs latérales. Selon une comparaison avec d'autres églises romanes,
en dessous de l'abside se trouvait probablement une crypte. Près de l'église se dressait un clocher, dont il ne reste aujourd'hui que
l'ancienne structure romane dans la partie basse, la partie restante ayant été objet de modifications successives. En 1181, les moines de
Saint-Benoît quittèrent la Vallée d'Aoste et cédèrent l'église d'Arnad au prieur de la prévôté de
Saint-Gilles à Verrès. 

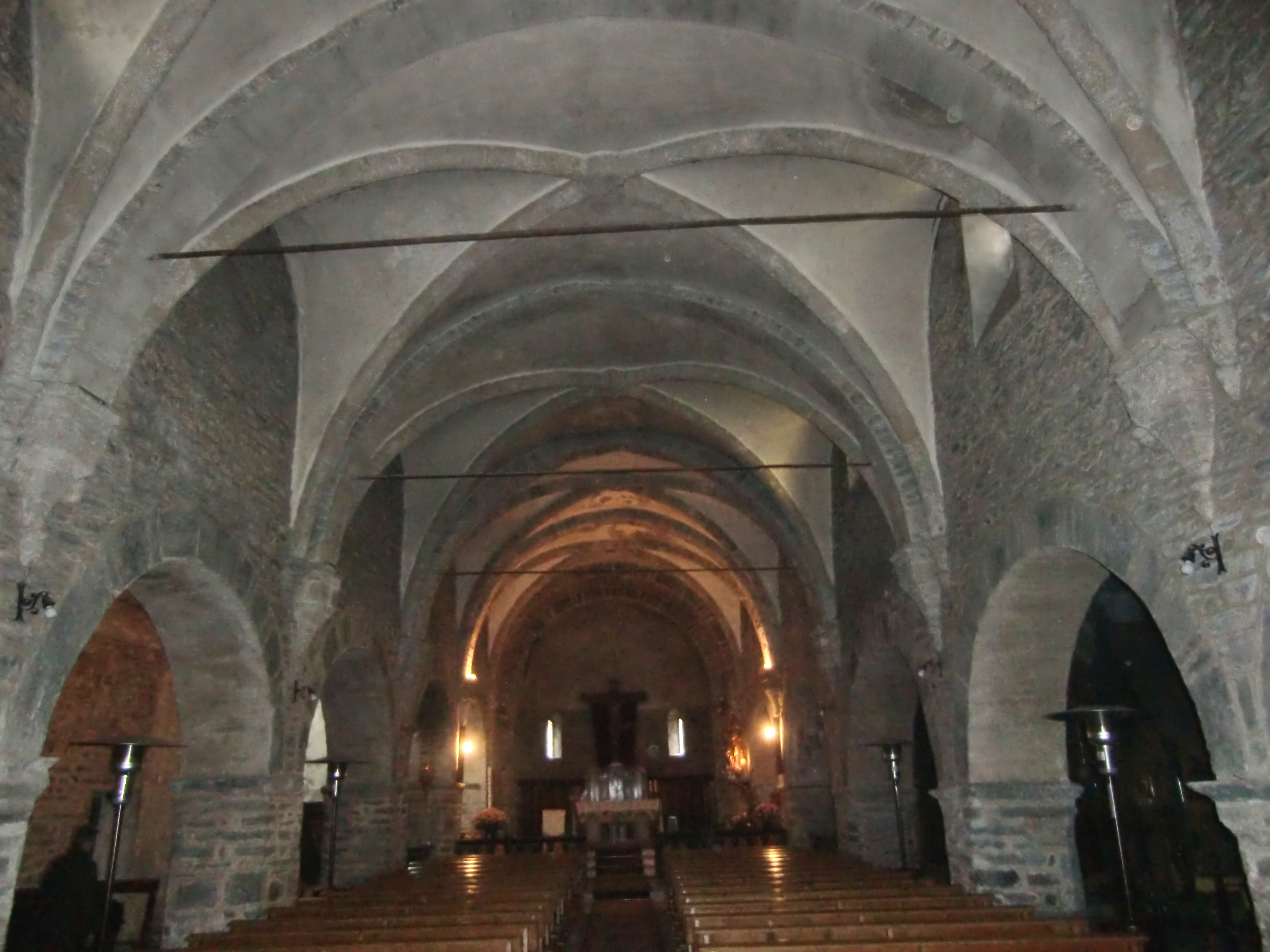
Intérieur de l'église.

L'église fut modifiée au début du XVe siècle pour réparer les dégâts d'une inondation au toit et au clocher. Vers la fin du siècle, d'autres modifications importantes eurent lieu, durant une période d'épanouissement et de renouveau de la culture et de l'art valdôtains,
stimulés par le prieur Georges de Challant.

Tout comme pour la cathédrale d'Aoste et pour la collégiale de Saint-Ours, un système de voûtes d'arêtes fut
placé au-dessous du toit. Le portail fut restauré par une décoration en
tuf conservée jusqu'à nos jours, formant un symbole de deux troncs
d'arbre croisés. Il représente l'union entre les deux familles nobles
les plus importantes du val d'Aoste : le mariage entre une baronne
de Vallaise, les anciens seigneurs d'Arnad, et
un comte de Challant, originaire d'Issogne,
neveu de Georges de Challant, prieur de la collégiale de Saint-Ours. De nombreuses modifications ont eu lieu au XVIIe siècle. Au début du siècle, le clocher fut restauré, renforcé, et sur
son sommet fut dressée la flèche. L'aspect extérieur aussi bien que
l'intérieur de l'église furent profondément modifiés. Les deux
dernières travées (du côté de l'autel), l'arc de triomphe et la
partie centrale de l'abside furent démolis, pour faire place à la
tour-lanterne avec une coupole octogonale, en dessus du
presbytère. Un petit portique fut ajouté
au portail, avec des colonnes en pierre décorées. Deux grosses
chapelles latérales à tambour et coupole
furent insérées afin de rendre l'idée d'un transept. Elles furent
réalisées par la volonté respectivement des barons de Vallaise et de la
confrérie du Rosaire. La décoration à l'intérieur fut remaniée, par
l'ajout de stucs et décorations typiquement baroque.
Entre les années 1949 et 1952, des travaux de restauration furent nécessaires, afin de réparer les nombreux dégâts architecturaux et
structurels de l'église. Les interventions visèrent le renforcement des fondations et la mise en valeur des décorations, dans le but de mettre en évidence le caractère roman et gothique tardif de cet édifice. Les deux absides latérales furent rebâties, tout en conservant les chapelles des siècles XVIIe-XVIIIe ; la tour-lanterne fut démolie, et les voûtes d'arêtes des deux dernières
travées du côté de l'autel. Le portique en face du portail fut enlevé, aussi bien que d'autres détails, tels que les décorations et les stucs
à l'intérieur et le plâtre des murs. Seules les décorations des deux chapelles latérales ne furent pas concernées par ce projet de
restitution du caractère ancien de l'église.

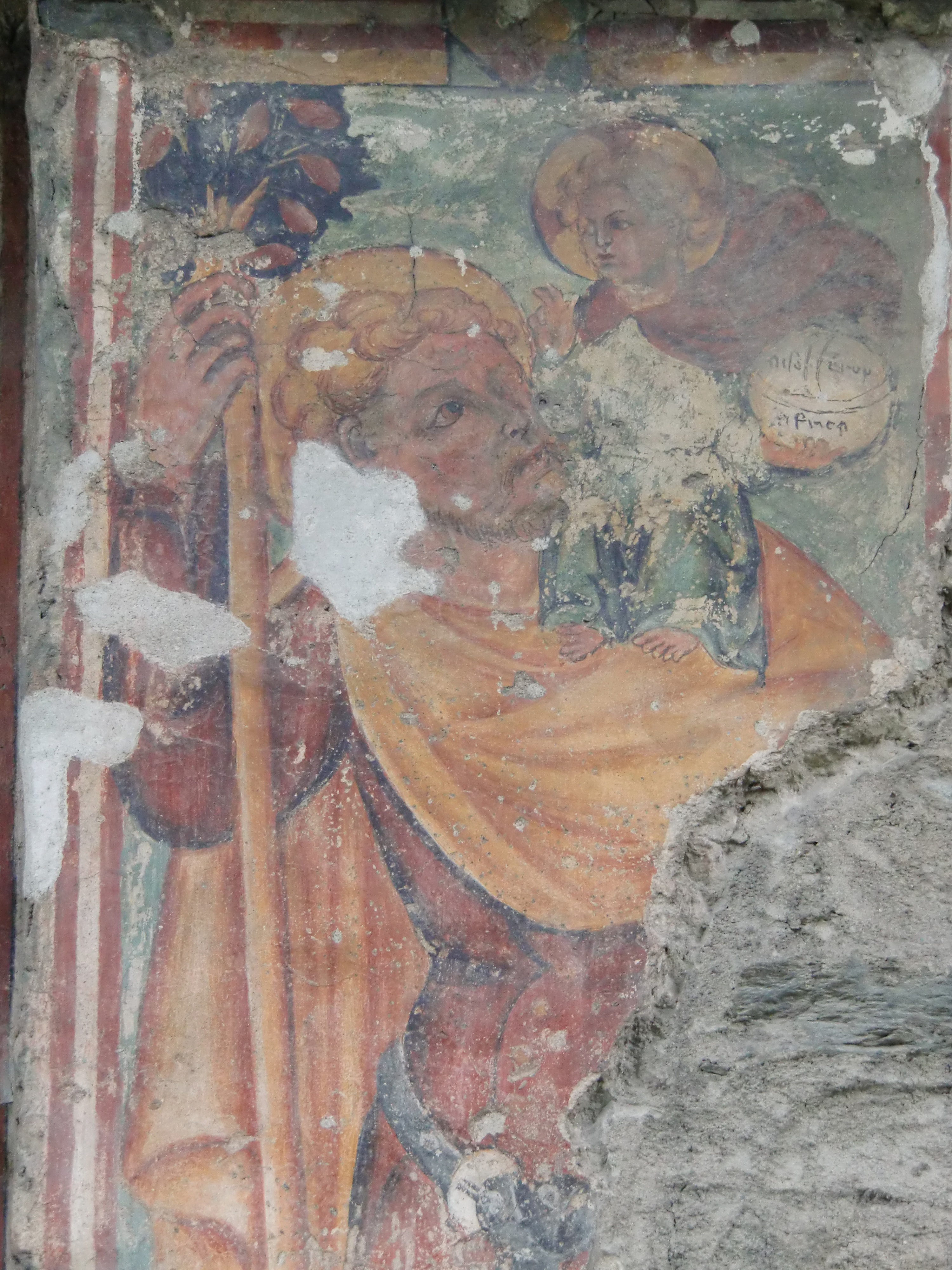
Saint Christophe par le « Maître d'Arnad ».

## Les fresques
Parmi
les éléments les plus intéressants de l'église, les fresques occupent une position de relief. Ils se situent dans l'espace entre le toit et
les voûtes de la nef de gauche, et ils ne sont pas ouverts au public pour des raisons de sécurité. Ils représentent Saint Georges et le dragon, Le banquet d'Hérode, les Apôtres, la Crucifixion, Saint Maurice à cheval et le Martyre de saint Étienne.
 L'auteur, nommé « Maître d'Arnad », décora à fresque aussi l'extérieur de l'église, en particulier le mur de droite, de la façade à la porte latérale, mais aujourd'hui, il n'en reste que des traces, dont la Messe de saint Grégoire, et, aux côtés de la porte latérale, Saint-Christophe et Saint-Pierre. Le style du maître d'Arnad est caractérisé par de nombreux modèles du gothique international, et en particulier par l'expressionnisme de son trait. Ce même style est représenté à la chapelle des saints Fabien, Sébastien et Sauveur à Fleuran (village d'Issogne), remontant à 1428. D'autres fresques sont présents sur la nef de droite, près de la porte latérale (Le martyre de sainte Agathe et Le martyre de saint Laurent) et dans l'intrados d'une arcade (l'abbé saint Antoine le Grand).

## Le musée paroissial
Près de l'autel en bois de la chapelle de droite se situe une collection de statues en bois, de bas-reliefs, de reliquaires,
d'œuvres d'orfèvrerie, de paramentiques sacrés, de livres de liturgie, et d'autres objets d'art sacré. En particulier, une visite
est justifiée par deux pièces : un crucifix de la seconde moitié du XIIIe siècle et deux bas-reliefs provenant d'un polyptyque
allemand et représentant saint Roch et saint Sébastien, attribués à l'atelier de Michael Parth (seconde moitié du XVIe siècle).

## Galerie de photos

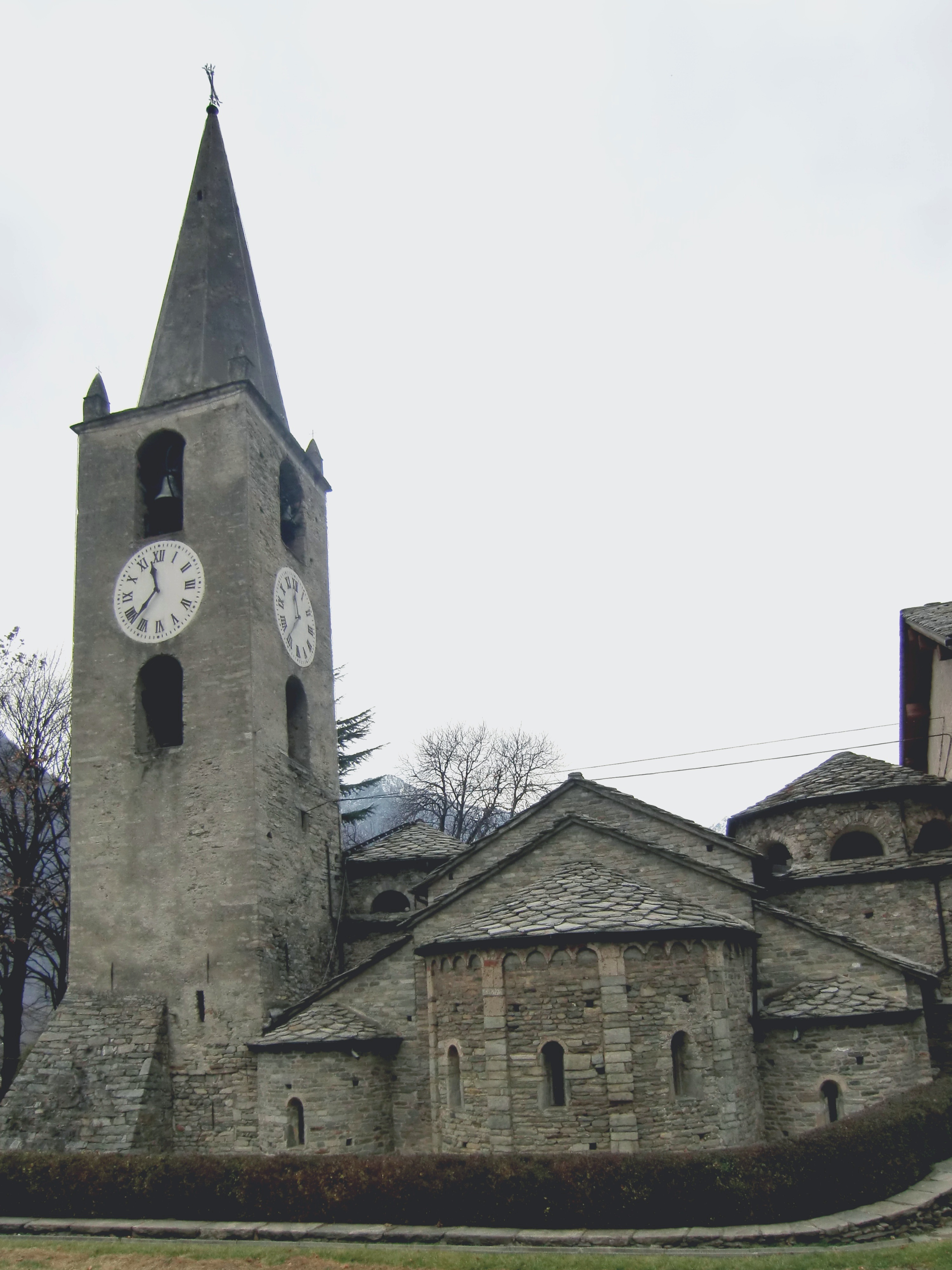
Le clocher et les absides.
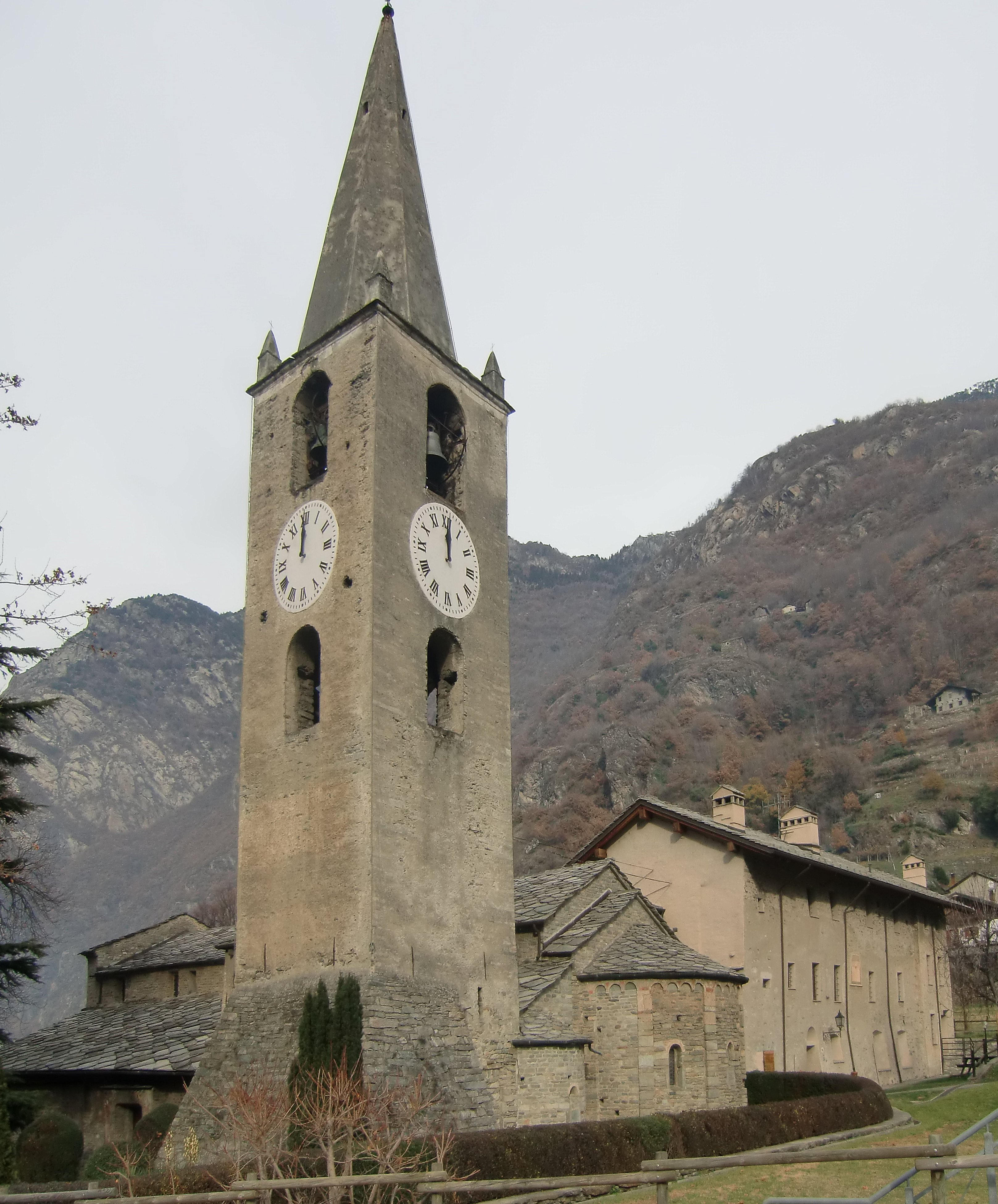
Le clocher.
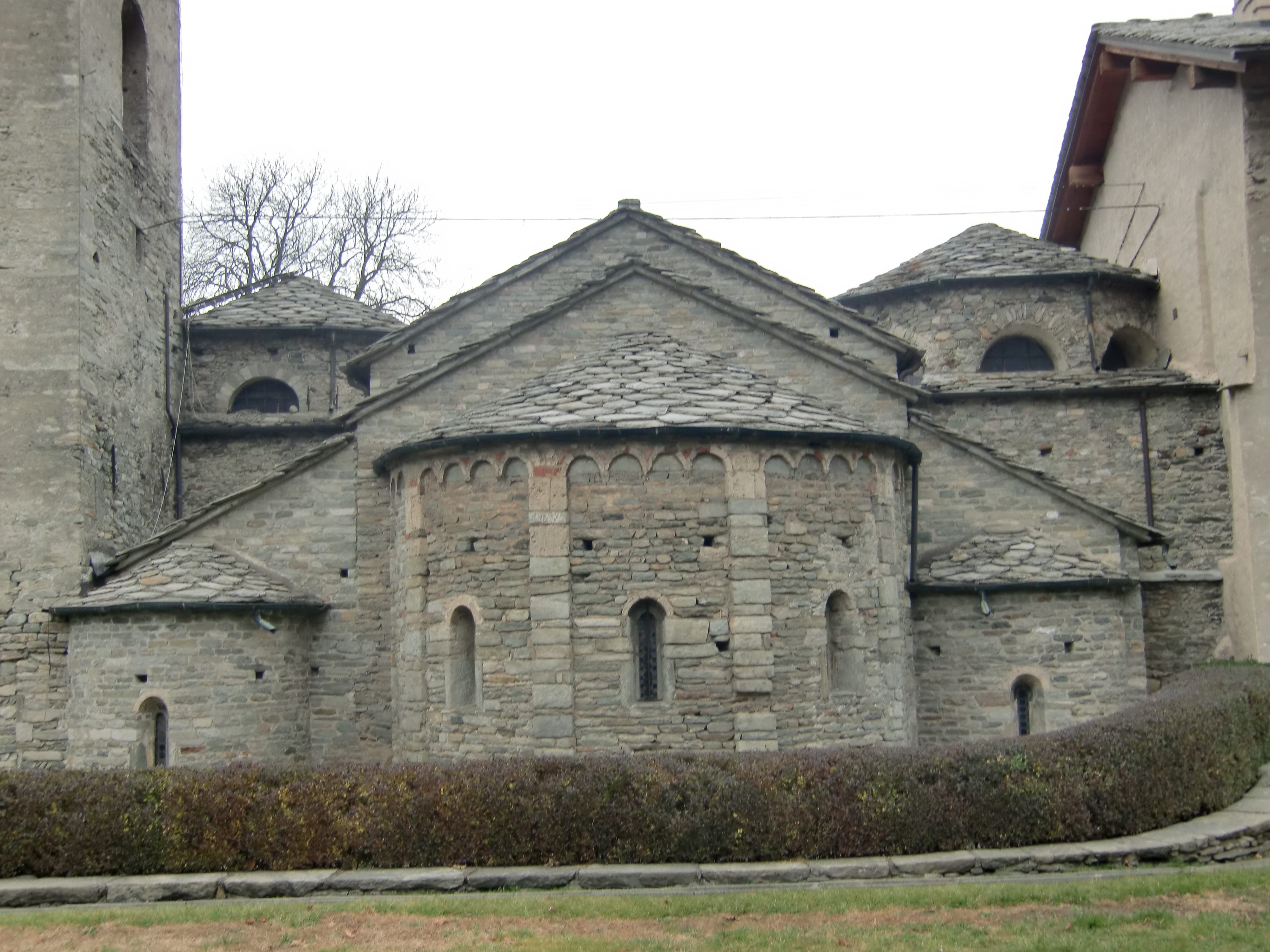
Les absides et les chapelles latérales.
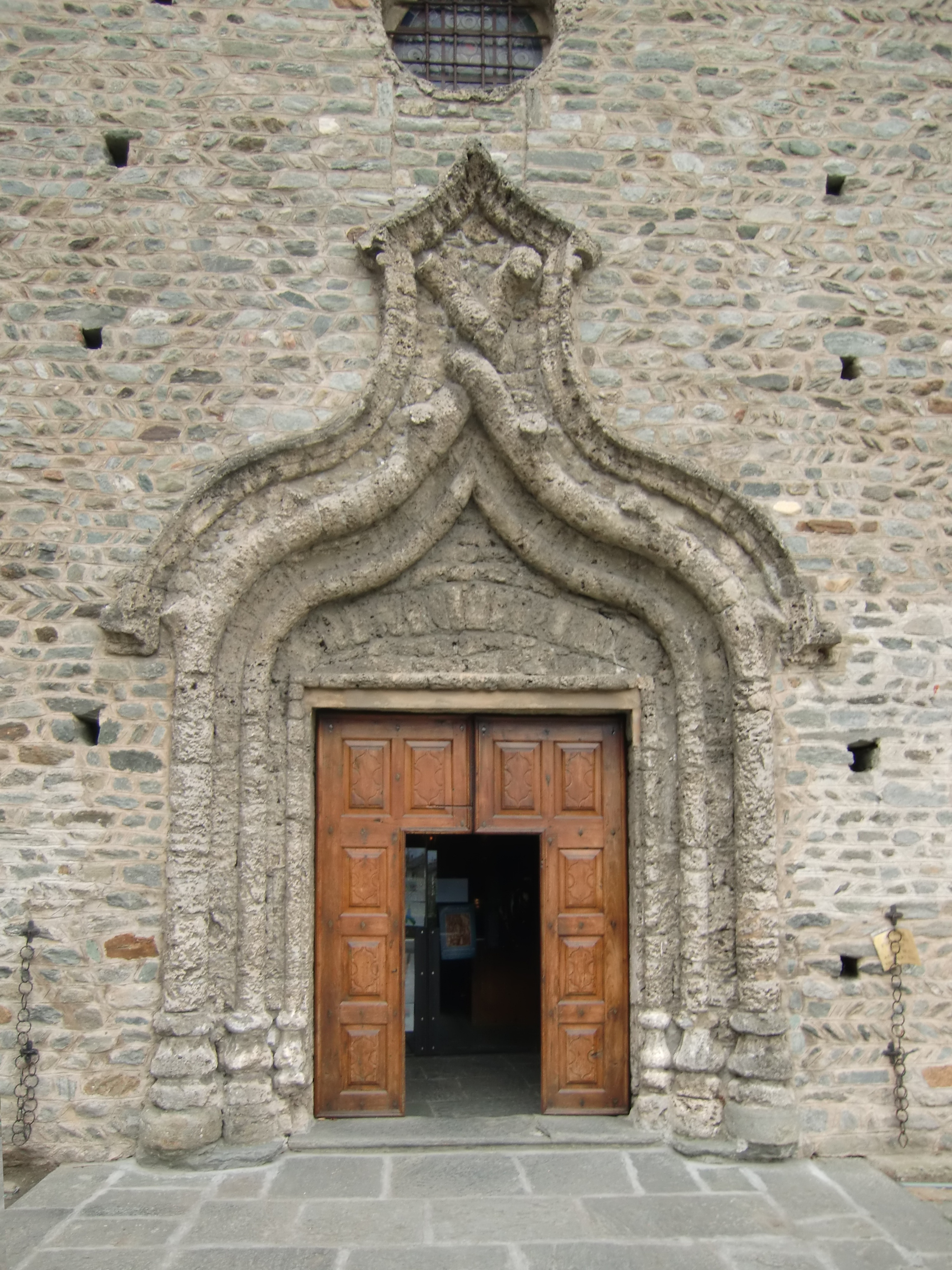
Le portail.
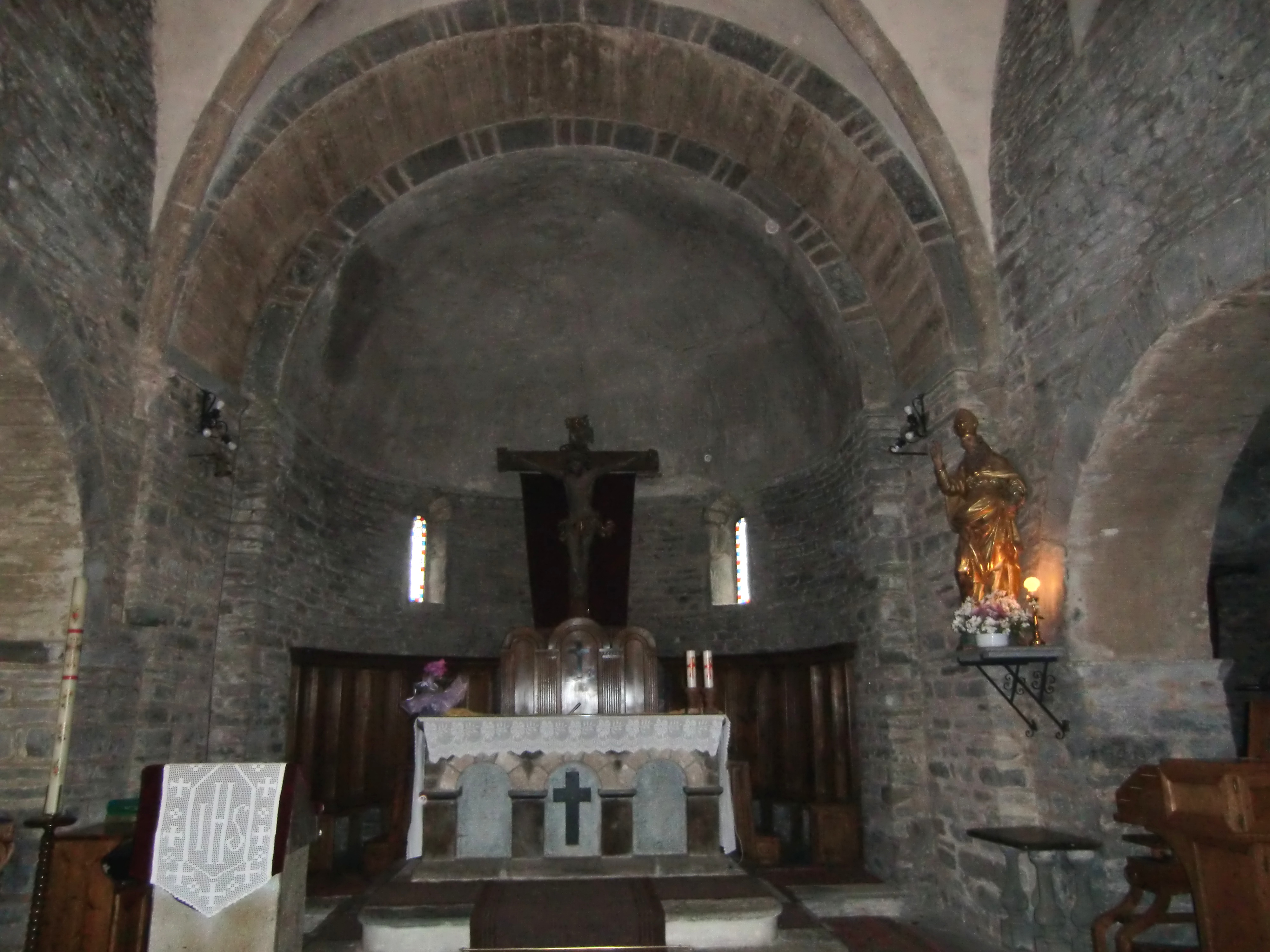
Le maître-autel.
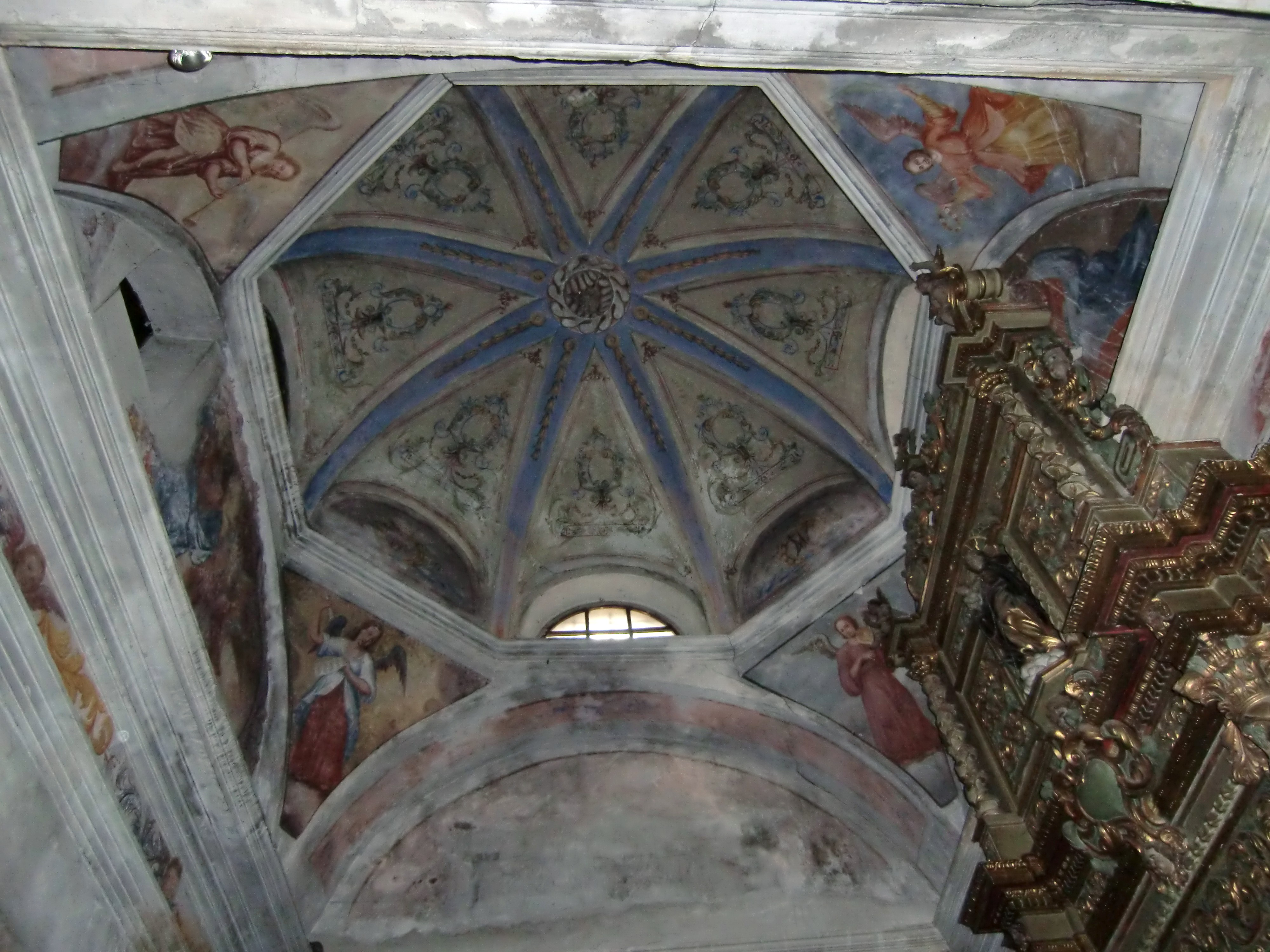
La coupole de la chapelle près de la nef de droite.
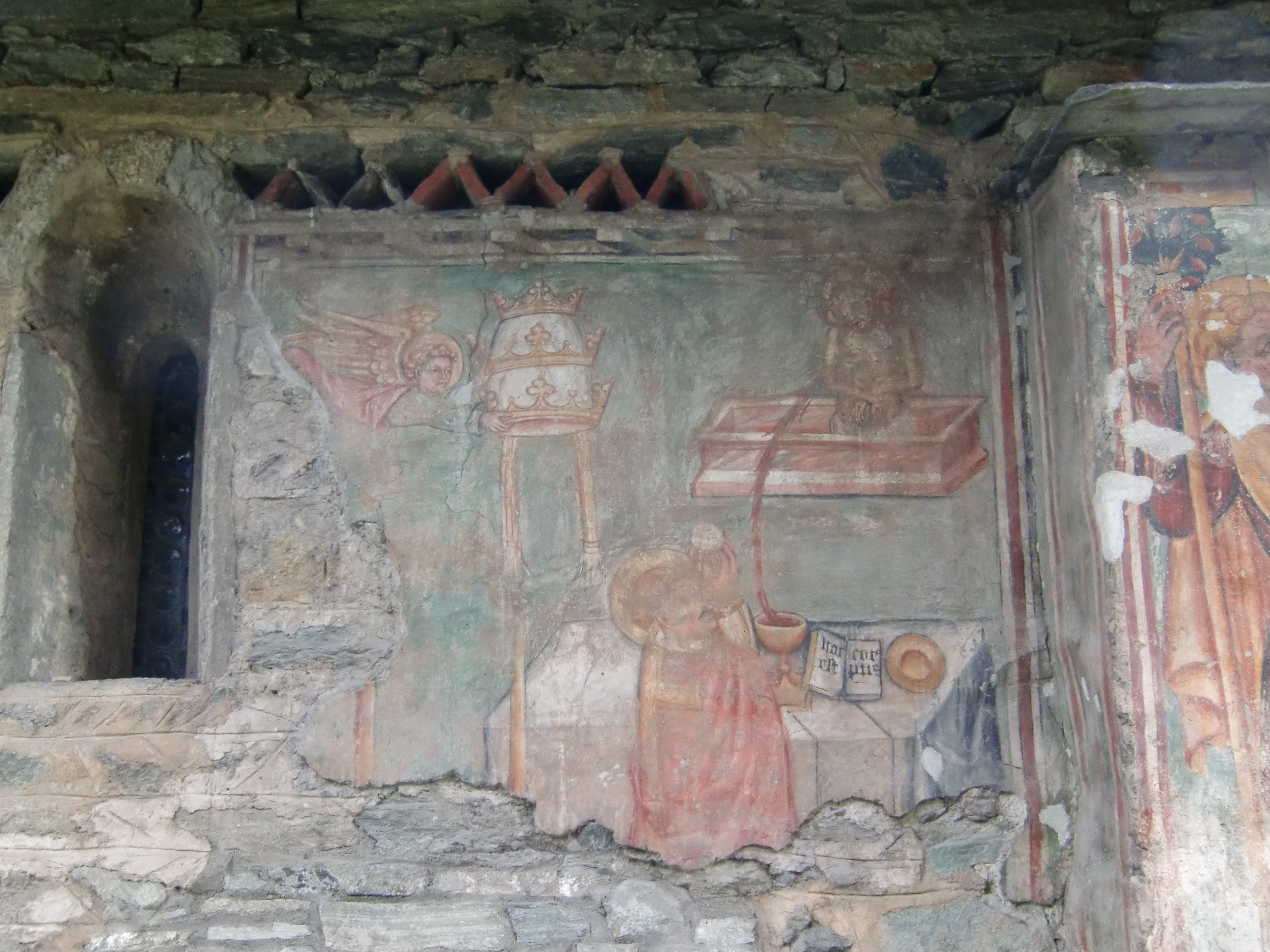
« Maître d'Arnad », Messe de Saint Grégoire.
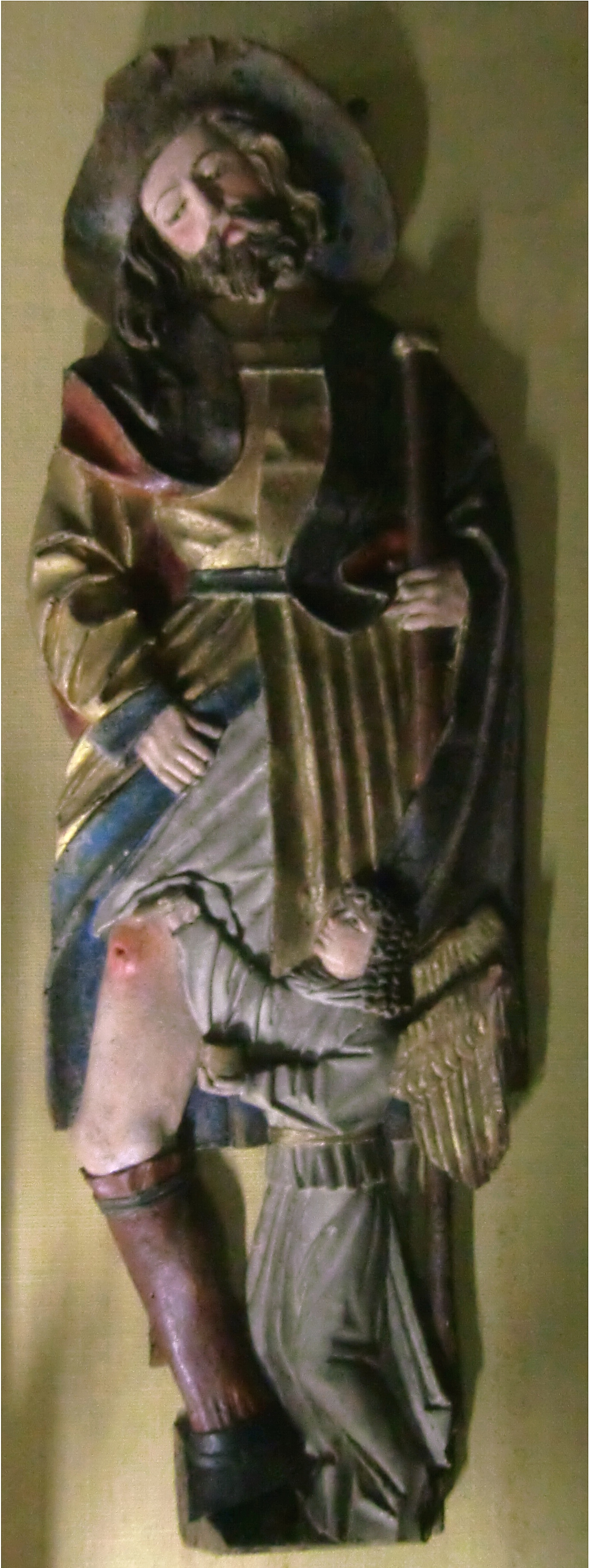
Atelier de Michael Parth, « Saint Roch », musée paroissial.